# Sthenolepis kuekenthali
Sthenolepis kuekenthali är en ringmaskart som beskrevs av Augener 1922. Sthenolepis kuekenthali ingår i släktet Sthenolepis och familjen Sigalionidae. Inga underarter finns listade i Catalogue of Life.